# Mordechai Anielewicz
 Mordechai Anielewicz (pronunciat en català: Mordejai Anielevits) (Wyszków, Segona República Polonesa, 1919 - Varsòvia, 8 de maig de 1943) va ser el comandant de l'Organització de Lluita Jueva (Żydowska Organizacja Bojowa, en polonès), també coneguda com a ŻOB, durant l'Aixecament del Gueto de Varsòvia, durant la Segona Guerra Mundial.

## Infància i joventut
Anielewicz va néixer a Wyszków, al nord-est de Varsòvia. La seva mare Charel i el seu pare Abraham eren llavors amos d'un petit magatzem. Es van mudar després del naixement de Mordechai a Povishla, un barri pobre als suburbis de Varsòvia al costat del riu Vístula.
Anielewicz va entrar en el moviment juvenil sionista-socialista ha-Xomer ha-Tsaïr després de finalitzar els estudis secundaris al "Gymnasium" de Wyszków.

## Invasió i ocupació alemanya
El 7 de setembre de 1939, una setmana després que Alemanya ataqués Polònia, Anielewicz va escapar amb els seus camarades cap a l'Est amb l'esperança que l'Exèrcit polonès frenés l'avanç alemany. Quan la Unió Soviètica va envair a Polònia des de l'Est, tres setmanes després que Alemanya, Anielewicz va intentar obrir un pas cap a Romania amb la intenció d'ajudar els jueus a escapar a Palestina. No obstant això, el seu pla va fracassar i va ser capturat pels soviètics i deixat en llibertat poc temps després. Llavors Anielewicz va marxar a viure al Gueto de Varsòvia.
Quan va sentir que els principals grups jueus polonesos havien escapat a Vílnius, Lituània, en aquell temps sota domini soviètic, Anielewicz va viatjar cap allà i va intentar convèncer els seus compatriotes que tornessin a Polònia a ajudar en la lluita contra l'ocupació nazi. Va tornar a Varsòvia el 1940 amb la seva nòvia Mira Fuchrer, on va organitzar grups guerrillers al Gueto, va participar en l'elaboració de publicacions clandestines, va organitzar reunions i seminaris, i va viatjar a altres ciutats per establir contacte amb altres grups insurgents.
En l'estiu de 1942, Anielewicz estava al sud-oest de Polònia, en aquell temps annexat a Alemanya, amb el nom de Província d'Alta Silèsia, intentant organitzar a les forces defensives jueves. Quan va tornar a Varsòvia, va descobrir que durant la seva absència havia ocorregut una deportació massiva de jueus al Camp d'extermini de Treblinka, i només 60.000 jueus dels 350.000 originals romanien al Gueto. Es va unir a la ŻOB, i al novembre va ser triat comandant en cap. A inicis de 1943, va establir comunicació amb l'Armia Krajowa, la Resistència Polonesa, rebent armes d'aquest grup polonès a l'exili.

## Aixecament del Gueto i mort
El 18 de gener de 1943, els alemanys van intentar dur a terme el segon enviament deportant els jueus restants als Camps de concentració, però la ŻOB i la ŻZW expulsar els sorpresos alemanys. Aquest incident, en el qual Anielewicz va tenir un paper fonamental, va ser el que va donar inici a l'aixecament del Gueto de Varsòvia.
El 19 d'abril els alemanys van llançar el seu contraatac, aconseguint reduir la resistència jueva. Però els defensors del gueto van seguir amagant-se en els búnquers i els soterranis, encara que ja sense presentar una resistència organitzada.
El 8 de maig, Anielewicz, la seva xicota Mira Fuchrer i alguns membres de la ŻOB es van suïcidar al seu búnquer ubicat al Gueto, poc abans que els alemanys ocupessin l'edifici del carrer Mila 18, on hi havia la seu central dels rebels jueus.
El 16 de maig la lluita en el Gueto va finalitzar, si bé alguns insurgents hi van romandre amagats fins a l'estiu.
El cos d'Anielewicz mai va ser trobat, es creu que va ser portat juntament amb el d'altres jueus fins als crematoris, on van ser incinerats. Tanmateix, la inscripció en el monument erigit al costat del búnquer del carrer Mila 18, diu que està enterrat allà.
A principis de 1944 el govern constitucional de Polònia, exiliat a Londres, li va atorgar post-mortem la creu militar polonesa, la Virtuti Militari.

## Després de la Guerra
A Israel, un quibuts va prendre el nom de Yad Mordekhay en record al seu heroisme, i a Wyszków
Polònia la seva ciutat natal, també va ser aixecat un monument a la seva memòria.